# Ge'ez

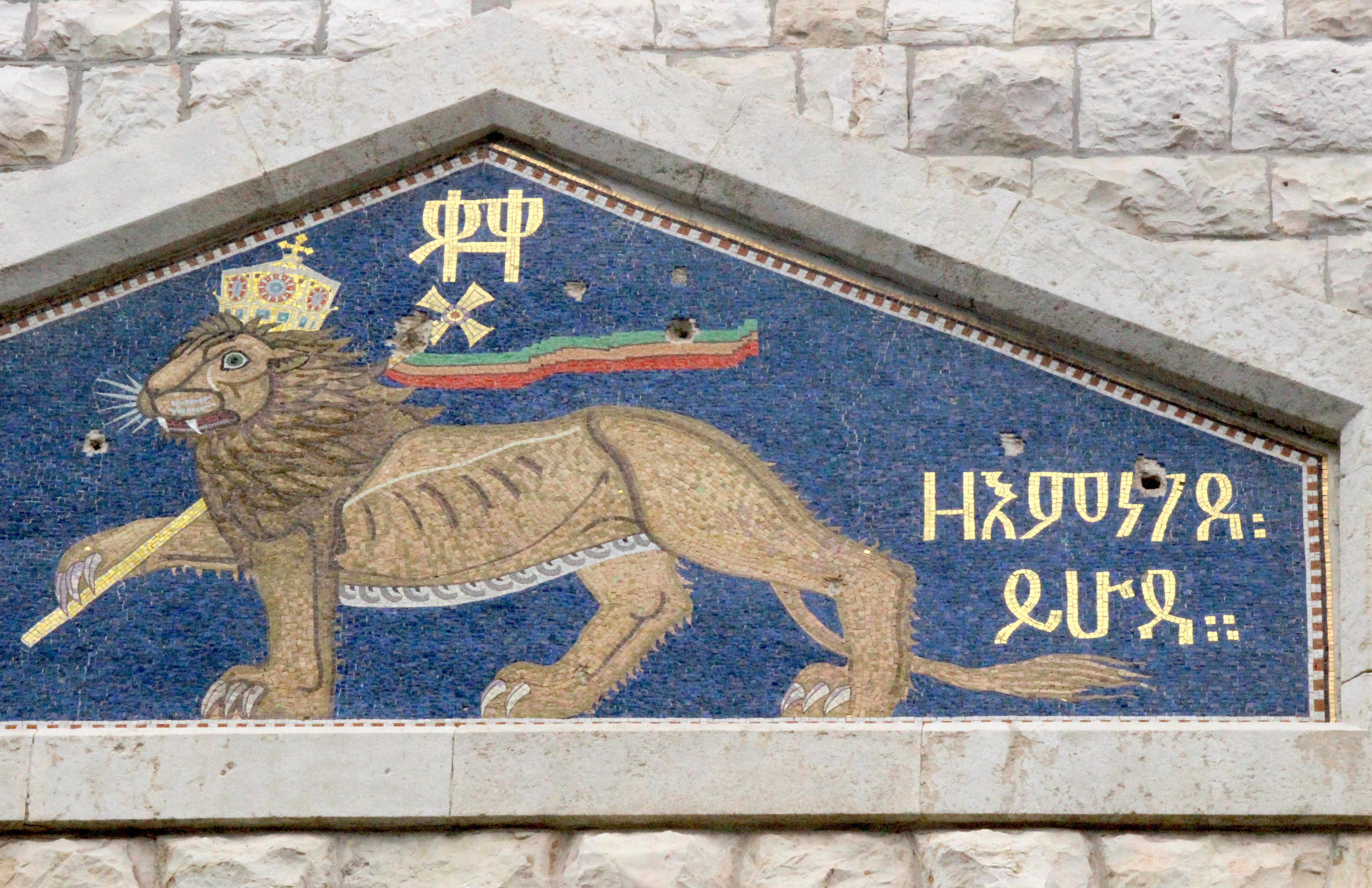
Mosaico del Consulado de Etiopía en Jerusalén. Inscripción en ge'ez: "El León de Judá ha triunfado".

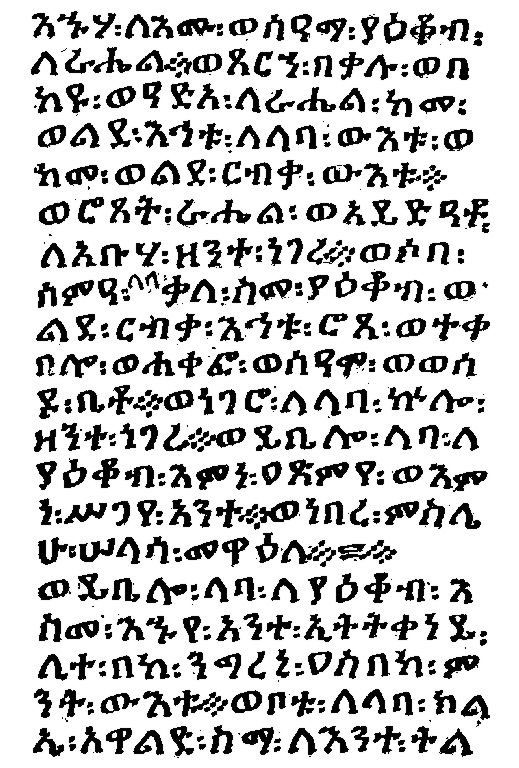
Génesis 29.11–16 en ge'ez.

El ge'ez (ግዕዝ, AFI ɡɨʕɨzⓘ) es una lengua extinta perteneciente al grupo de lenguas semíticas meridionales. Se hablaba en la Antigüedad en el Reino de Aksum, en el norte de la actual Etiopía. La Biblia fue traducida a este idioma en el siglo IV, y durante muchos siglos, después de que dejara de ser lengua viva usada en la comunicación cotidiana, continuó siendo el idioma oficial de la Corte Imperial de Etiopía. 
El ge'ez sigue siendo la lengua litúrgica de la Iglesia ortodoxa etíope, Iglesia ortodoxa de Eritrea, Iglesia católica etiópica, Iglesia católica eritrea y la comunidad judía Beta Israel. Se estudia en todos los monasterios y seminarios de las iglesias católicas y ortodoxas de Etiopía y Eritrea, del mismo modo que el latín es aprendido y empleado por el clero católico de rito latino. Asimismo, el ge'ez fue, hasta mediados del siglo XIX, la principal lengua administrativa, legal y literaria de Etiopía (entonces llamada Abisinia). En este sentido, su uso como lingua franca entre las diversas etnias del Imperio Etíope también es comparable con el empleo del latín en la Europa medieval.
Los idiomas modernos más importantes que descienden del ge'ez son el tigriña (el idioma más hablado en Eritrea y en la región etíope de Tigray) y el tigré. Otras lenguas como el amárico (idioma nacional de Etiopía) o el gurage (guraguiña, el habla semítica más austral de Etiopía) están estrechamente relacionados con él, pero no son descendientes directos del ge'ez.
El ge'ez se escribe con la misma abugida que sigue utilizándose en la actualidad para todos los idiomas descendientes del ge'ez, incluidos los tres arriba mencionados.
Una de las series del Corpus Scriptorum Christianorum Orientalium está específicamente dedicada a la literatura cristiana oriental escrita en ge'ez (Scriptores Aethiopici).